# Contea di Grey
La contea di Grey è una contea dell'Ontario in Canada. Al 2006 contava una popolazione di 92.411 abitanti. Ha come capoluogo Owen Sound.